# Sotanus thenii
Sotanus thenii är en insektsart som beskrevs av Löw 1885. Sotanus thenii ingår i släktet Sotanus och familjen dvärgstritar. Utöver nominatformen finns också underarten S. t. albostriatus.